# Дякло
Дя́кло (лит. doklas ― обложение, налог) ― вид продуктового оброка с крестьян Великого княжества Литовского до середины XVI века за земельный надел в пользу землевладельца.
Дякло представляло собой натуральный налог, обычно взимаемый зерном основных культур (рожью, ячменем, овсом), но многие помещики требовали сдавать в счёт дякла льняное и конопляное семя, гречиху и др. Величина дякла менялась: в 1510 году, например, дякло равнялось 4 бочкам ржи и 4 овса. С согласия землевладельца дякло можно было заменить денежной рентой.
До волочной померы дяклом обкладывались дворище и служба, позже ― волока и дым. С тяглой волоки хорошей земли согласно аграрной реформе 1557 платили дякло в 1 бочку ржи и 2 бочки овса.